# ベルンハルド・カールグレン
ベルンハルド・カールグレン（Bernhard Karlgren、1889年10月5日 - 1978年10月20日）は、スウェーデンの中国学、言語学、文献学者。スウェーデンの中国学を学問的な領域まで引き上げた功労者でもある。フルネームはKlas Bernhard Johannes Karlgren（クラース・ベルンハルド・ヨハンネス・カールグレン）で、他に中国名として「高本漢」（Gāo Běnhàn）を持つ。音韻学、特に上古音や中古音の研究で有名。

## 生涯
1889年、ヨンショーピング生まれ。カールグレンの学術論文は、16歳の時にダーラナ地方の方言について記したものが最初である。その後は1907年から1909年までウプサラ大学のユハン・ルンデル（Johan August Lundell）教授に師事し、ロシア語を専攻した。彼は比較音声学に関心を持っていたスラヴ語学者であり、そのためかカールグレンは、当時ほとんど行われていなかった比較歴史音声学の手法を用いた中国語研究に携わる事を決意する。しかしスウェーデンには中国語を学べる場所がなく、サンクトペテルブルクでアレクセイ・イワノフ（Aleksei Ivanovich Ivanov）教授について二ヶ月間中国語を学ぶこととなった。その後は1910年から1912年の間、中国に滞在して中国語を学ぶとともに、24種の方言について音声学的な記録を残した。そして1912年1月、ヨーロッパに戻るとロンドン次いでパリに滞在し、1915年にはウプサラで博士論文を書いている。この論文は、著作の多くを英語で著したカールグレンには珍しく、フランス語で書かれた。1916年フランス文学院よりスタニスラス・ジュリアン賞を受賞。
その後1939年から1959年までストックホルムの東洋博物館（Östasiatiska Museet）の館長を務めた。この博物館は1926年、カールグレンの前任で中国考古学・地質学の大家でもあるユハン・アンデショーンが1920年代になした中国先史時代考古学についての先駆的業績のために作られ、後に先史時代の中国に限らず、広い時代および地域を扱うようになっていたものである。またカールグレンは長きにわたってこのアンデショーンと親しく交流を持ち、彼が務めていた東洋博物館の年報（Bulletin MFEA、1929～）の編集も引き継ぐこととなった。カールグレンは1970年代までこの仕事を続けるとともに、自身も著作の多くをこの年報や、博物館の出したモノグラフのなかで発表している。
1946年にカールグレンはLegends and Cults in Ancient Chinaを発表し、それまで放置されてきた古代中国の歴史叙述の信頼性に一石を投じた。ここで彼は、漢代以前の中国について書かれた論文を吟味し、これらの大半が資料の扱いという点で根本的かつ重大な瑕疵があると指摘する。なかでも古代中国史の復元に際し、様々な後代の文献を無秩序に使用する点が問題とされた。多くの資料を用いれば豊富で詳細な情報が手に入るが、それらは科学的手法によるものではなく、それをもとにしたある種の戯曲に過ぎないとしたのである。なお20世紀初頭の中国でも同様の議論がなされており、カールグレン自身もそれに倣うところがあった点を認めている。

## 業績
カールグレンは初めて、近代ヨーロッパの歴史言語学的アプローチを用いて中国語に取り組み、また漢字の中古音および上古音の音価をラテンアルファベット（IPAとは異なるが）を用いて再構した点で画期的な研究者である。さらに彼は、再構できる限り遡った時点において、人称代名詞が格に応じ屈折していたことも示唆している。いずれにせよ、カールグレンの目的は言語の発展と拡散から、中国史を明らかにすることにあった。以下はSound and Symbol in Chinese第一章からの引用である。

それゆえ、たとえ他所からの民族移動の存在が中国文化に現れていなくとも、そしてその結果として年代を決定する外的な要素が存在せずとも、内的な証拠によって古代中国について一定のことを明言することができる。つまり帝堯の治世が紀元前24世紀にあるとする中国の伝承には信憑性があり、また古代においても中国人は天文観測に長けていた。そして大きな出来事があれば中国語で記録を記し、これらの記録は間違いなくその出来事の直後になされていた、ということである。換言すれば、何世紀も昔に成立し、大きく発展した中国文明は中国語とともに、中国の大地に紀元前2000年の昔から存在していたのである。

それ以降、中国語を対象とした歴史言語学は長足の進歩を遂げた。そして先駆者としての業績はさておき、彼の提唱した音韻システムは、あらの目立つものとして大幅に見直されることとなっている。ウィリアム・バクスターの言を借りれば、「カールグレンが再構していたのは音韻体系ではなく、音声であった。音韻構造は軽視され、その結果彼の再構したシステムは自然言語のそれにあるべき対称性とパターン性を欠いていた」のである。いずれにせよ、彼の革新的研究は現代の中国語歴史言語学の礎となっており、著作の多くは今日でも価値あるものとして参照されている。

## 主要著作
- “Études sur la phonologie chinoise”. Archives d'études orientales (Uppsala: J.-A. Lundell) 15. (1915-1926).

中国語の中古音を比較言語学の方法で復元した、カールグレンの代表作。博士論文として書かれたものを第1冊として1915年から1919年までかけて3冊が出版された。その後1926年に4冊めを追加した改訂版を出版した。内容は第1冊が中古中国語の音韻体系、第2冊が音声学と現代の33の方言研究、第3冊が中古音各論、第4冊が漢字の中古音・方言字音辞典。趙元任・李方桂・羅常培による中国語訳『中国音韻学研究』（商務印書館、1940年）は多数の注と訂正を含み、よく知られる。
- Ordet och pennan i Mittens Rike. Svenska Andelsförlaget. (1918)

概説書。1923年に『Sound and Symbol in Chinese』の題で英訳がある。また1937年に出版された『Karlgren 支那言語学概論』の中に魚返善雄による邦訳が含まれている。
- “Le proto-chinois, langue flexionelle”. Journal Asiatique 11 (15):  205-232. (1920).

「吾」と「我」、「汝」と「爾」の使いわけを格変化によるものと考え、中国語が古く屈折語であったことのなごりではないかと主張した。
- “The Reconstruction of Ancient Chinese”. T'oung Pao XXI:  1-42. (1922).

アンリ・マスペロによる中古音について批評し、自らの中古音に改訂を施す。
- Analytic Dictionary of Chinese and Sino-Japanese. Paul Geuthner. (1923)

中古音・北京語音・広東語音などが検索できる便利な字典。
- “On the Authenticity and Nature of the Tso Chuan”. Göteborgs Högskolas Årsskrift 32-3. (1926).

先秦の文献が各地の方言を反映していると考え、そこから『春秋左氏伝』の偽作説を検証した。1939年に『左伝真偽考』の題で小野忍による翻訳が出版されている（文求堂書店）。
- “The Authenticity of Ancient Chinese Texts”. Bulletin of the Museum of Far Eastern Antiquities 1:  165-183. (1929).

『書経』の偽作説について検証した。日本語訳は『左伝真偽考』の中に「支那古典籍の真偽について」の題で収められる。
- “Word Families in Chinese”. Bulletin of the Museum of Far Eastern Antiquities 5:  9-120. (1933).

単語家族に関する研究。
- “Grammata Serica, Script and Phonetics in Chinese and Sino-Japanese”. Bulletin of the Museum of Far Eastern Antiquities 12:  1-472. (1940).

金文などを含む漢字を声符によって分けて通し番号を附し、上古・中古・現代音を記した字典。また上古から中古・中古から現代音・中古から日本漢字音への変化について記す。
- Från Kinas språkvärld. Bonnier. (1945)

概説書。1949年に『The Chinese Language. An Essay on its Nature and History.』の題で英訳が、1958年に大原信一・辻井哲雄・相浦杲・西田龍雄訳『中国の言語』が出版されている（江南書院）。
- “Compendium of Phonetics in Ancient and Archaic Chinese”. Bulletin of the Museum of Far Eastern Antiquities 26:  211-367. (1954).

中国語の上古・中古音に関する最新の自説をまとめたもの。
- “Grammata Serica Recensa”. Bulletin of the Museum of Far Eastern Antiquities 29:  1-332. (1957).

1940年の『Grammata Serica』の改訂版。『GSR』と略称され、西洋の学者が漢字を参照するのにしばしばこの番号を利用する。